# Хосе Гарсес
Хосѐ Луѝс Гарсѐс (на испански: José Luis Garcés), по прякор Ел Пистолеро (Стрелеца) (на испански: El Pistolero)) е бивш панамски футболист, нападател.

## Кариера на клубно ниво
Роден е на 6 май 1981 г. в Пуерто Каимито, Панама. Юноша е на „Клуб Атлетико Индепендиенте“, в чиято школа играе от 1991 г. Дебютира за първия състав през 1999 г. През 2001 г. преминава в „Спортинг '89“ (Панама), а на следващия сезон играе в „Арабе Унидо“. През 2003 г. подписва със „Сан Франсиско (Панама)“, където в периода 2003 – 2005 г. вкарва 24 гола. 

В началото на януари 2004 г. осъществява първия си трансфер зад граница, като преминава под наем в бразилския отбор „Гремио“ за шест месеца, но не участва в официален мач, тъй като новият му отбор бързо се отказва от неговите услуги заради проблемите, които има с правосъдието в родината си.

През януари 2006 г. преминава под наем в „Насионал (Монтевидео)“ и взема участие в 17 мача за първенство, в които се разписва 2 пъти. Записва също 4 участия за Копа Либертадорес (без голове) и 5 за Копа Судамерикана, в които бележи веднъж. Следващата спирка в кариерата му е португалския отбор „Белененсеш“, на който е даден под наем в началото на 2007. Там той показва по-висока ефективност, като в 12 мача за първенство записва 4 гола и 1 асистенция.

През юли 2007 г. е привлечен от ЦСКА, като подписва тригодишен договор. Дебютира на 19 август 2007 г. в мача от втория кръг на първенството срещу „Беласица“ като титуляр, като успява и да се разпише. Въпреки добрия старт обаче постепенно започва да остава извън титулярния състав за сметка на конкурента му на върха на атаката Ней, който демонстрира по-добра форма. Допълнителен проблем му носи и нова проява на бурният му нрав, след като за удар без топка срещу  Иво Иванов в мача срещу „Локомотив (София)“ получава наказание от три мача.

След като през есенния дял на шампионата записва общо 8 участия с 2 гола, Гарсес отпада от сметките на треньора Стойчо Младенов за по-голямата част от втория полусезон, понеже получава счупване на костица на ходилото по време на подготвителния лагер. Завръща се в игра в средата на април и взема участие в оставащите шест мача до края на сезона, като бележи третия си гол за ЦСКА в последния кръг срещу „Вихрен“.

В края на юли 2008 г. Гарсес преминава в португалския „Академика Коимбра“ срещу трансферна сума от около 400 000 евро, като подписва тригодишен договор. Той бележи веднъж в 10 мача през есенния дял от първенството, като добавя и два гола в два мача за купата на Португалия. В началото на 2009 г. обаче отново се забърква в неприятности, след като не се връща навреме от ваканцията си. В резултат на това през август е преотстъпен на „Ал-Итифак“ за период от една година. Дебютът му срещу „Ал-Насър“ се оказва и единственият му мач с фланелката на новия му тим. Месец по-късно той напуска Саудитска Арабия и се прибира в родината си. Причината е липсата на възможност жена му и децата му да дойдат в страната, нещо, за което е имало предварителна договорка между „Академика Коимбра“ и „Ал-Итифак“.

След над половин година без да играе официален мач, Гарсес се завръща на терена за един от бившите си отбори, Арабе Унидо, с който подписва договор през май 2010. Между 2011 и 2014 г. той отново защитава цветовете на „Сан Франсиско“, а през юни 2014 г. преминава в „Тауро“, за който отбелязва 4 гола в 24 мача. След един сезон в този тим, през юни 2015 г. се присъединява към „Пласа Амадор“.

Следващият етап от кариерата на Гарсес е във второто ниво на панамския футбол, в отбора на „Спорт Уест“, където преминава през юли 2016 г. и остава до февруари 2017 г. След това се завръща за кратко в „Атлетико Индепендиенте“, преди през юни 2017 г. да облече фланелката на друг втородивизионен отбор - „Асуеро“, за който се състезава един сезон. Оттам преминава в „Коста дел Есте“, но много скоро напуска отбора, за да се завърне в панамската първа лига с екипа на „Санта Хема“. Въпреки че твърди, че е здраво стъпил на земята и е оставил лошите моменти зад гърба си, скоро той се забърква в неприятности и в новия си отбор. След края на мача срещу „Алианса“ на 9 ноември 2018 г. Гарсес, заедно със свои съотборници, напада физически и словесно главния съдия, заради което всички те получават от федерацията двугодишни наказания да не участват във всякаква организирана футболна дейност, както и глоби от по 600 щатски долара. Така приключва престоят му в „Санта Хема“, за който записва 15 мача и 2 гола, вкарани именно в този, оказал се последен за него двубой за тима.
В последствие наказанието му бива намалено и през август 2019 г. той пак се връща във футбола, този път за състава на друг първодивизионен отбор – „Атлетико Чирики“. Там се представя неубедително, като се разписва само два пъти за 14 двубоя и в налачото на 2020 г. е освободен. През март същата година подписва за четвърти път със „Сан Франсиско“, за който се състезава до май 2022 г. и реализира 3 гола в 39 срещи. През лятото на 2022 г. се присъединява към „Панама Оесте“. Обявява оттеглянето си от състезателна дейност през февруари 2023 г.

## Национален отбор
Има 32 мача и 9 гола за националния отбор на Панама, за който дебютира на 9 октомври 2000 г. срещу  
Канада в квалификационен мач за  Световното първенство по футбол 2002. С него той участва в изданията на турнира „Голд Къп“ през 2007 и 2009 г.

## Успехи
Клубни
- Шампион на Панама в Апертура и Клаусура за 2005 г. с екипа на „Сан Франсиско“.
- Шампион на Уругвай в Клаусура за 2006 г. с екипа на „Насионал“.
- Шампион на България за 2008 г. с екипа на ЦСКА.

Индивидуални
- Голмайстор на Панама за 2005 г. с 13 гола.

## Личен живот
Женен, с три деца.

През март 2002 г. участва в свада, при която прострелва младеж в белия дроб. Осъден е на 20 месеца затвор за опит за убийство, като тази присъда в последствие е заменена с глоба от 3000 щатски долара. Най-накрая първоначалната присъда окончателно влиза в сила и през юли 2012 г. той се озовава в затвора, откъдето е освободен условно през ноември, след като излежава седем месеца.

През същата година е обвинен в опит за убийство с огнестрелно оръжие, извършен на 7 юли същата година по време на религиозен празник в град Ла Чорера при свада между враждуващи семейства. В резултат попада в затвора за близо осем месеца, откъдето е освободен, след като директорите на бившия му отбор „Арабе Унидо“ плащат гаранция в размер на 3000 щатски долара. Според самия футболист той е невинен, а е стрелял негов приятел, замесен в свадата.